# Markus Stenz
Markus Stenz (Bad Neuenahr-Ahrweiler, 28 februari 1965) is een Duitse dirigent.
Stenz studeerde aan de Hochschule für Musik und Tanz bij Volker Wangenheim en aan het Amerikaanse Tanglewood bij Leonard Bernstein en Seiji Ozawa. Van 1998 tot 1995 was hij artistiek directeur van het Toscaanse Montepulciano Festival en van 1994 tot 1998 was hij eerste dirigent van het London Sinfonietta. Hierna werd Stenz artistiek directeur en chef-dirigent van het Melbourne Symphony Orchestra. 
Van 2004 tot 2014 was hij algemeen muzikaal directeur van de stad Keulen. In deze functie was hij verantwoordelijk voor de Keulse opera en voor het Gürzenich-Orchester (het symfonieorkest van Keulen), waarvan hij al een jaar eerder chef-dirigent geworden was.
Markus Stenz combineerde zijn werkzaamheden in Keulen van 2009 tot 2014 met de positie van eerste gastdirigent bij het Hallé Orchestra in Manchester. Sindsdien heeft hij die positie bij het Baltimore Symphony Orchestra. In 2016 werd hij ook "conductor-in-residence" bij het Philharmonisch orkest van Seoel. Van 2012 tot 2019 was hij chef-dirigent van het Nederlandse Radio Filharmonisch Orkest, als opvolger van Jaap van Zweden. 